# Nguyễn Tài
Nguyễn Tài (11 tháng 12 năm 1926 - 16 tháng 2 năm 2016) tên khai sinh là Nguyễn Tài Đông, biệt danh Tư Trọng, Tư Duy, Ba Sáng, quê làng Xuân Cầu, xã Nghĩa Trụ, huyện Văn Giang, tỉnh Hưng Yên (quê nhà văn Nguyễn Công Hoan - cha ông). Ông nguyên là Cục trưởng Cục Bảo vệ Chính trị nước Việt Nam Dân chủ Cộng hòa, Thứ trưởng Bộ Công an nước Cộng hòa Xã hội chủ nghĩa Việt Nam. Trong chiến tranh Việt Nam, ông là tù nhân của CIA (Cơ quan Tình báo Trung ương Mĩ) trong 5 năm, với biệt danh "The Man in the Snow White Cell". Được đối phương ca ngợi về lòng trung thành với Đảng Cộng sản, nhưng sau năm 1975, khi đương chức Thứ trưởng Bộ Công an, ông bị địch tung tin thất thiệt nhằm hạ uy tín cũng như li gián. Sau đó ông được đưa ra khỏi Bộ Công an để điều tra nhằm xác minh. Cuối năm 1981, ông được điều sang công tác dân sự, công tác tại Ủy ban Pháp luật Nhà nước, rồi làm Tổng cục trưởng đầu tiên của Tổng cục Hải quan Tổng cục Hải quan Việt Nam (1985 - 1989).
Ông từ trần do bệnh tại Bệnh viện 198 - Bộ Công an, hưởng thọ 91 tuổi.

## Tiểu sử
Nguyễn Tài Đông là người con thứ hai của nhà văn Nguyễn Công Hoan, đảng viên. Ba người chú của ông là Nguyễn Công Mỹ - tổng giám đốc Nha Bình dân học vụ, Nguyễn Công Miều (tức Lê Văn Lương) - Ủy viên Bộ Chính trị và Nguyễn Công Bông, hoạt động cách mạng và bị đày lên Sơn La. Anh ruột ông là Nguyễn Tài Khoái hy sinh năm 1947.
Nguyễn Tài không theo nghiệp văn giống cha. Ông Tài tham gia cách mạng khá sớm, gia nhập Đoàn Thanh niên Cứu quốc năm 18 tuổi, được kết nạp vào Đảng Cộng sản Việt Nam tháng 3 năm 1945.
Tháng 9 năm 1945, ông bắt đầu công tác trong ngành an ninh.
Trong kháng chiến chống Pháp, khi mới 21 tuổi, ông là Trưởng ty Công an Hà Nội, rồi Giám đốc Sở Công an đặc khu Hà Nội (nay là Giám đốc Công an thành phố Hà Nội). Tháng 9 năm 1951, dưới sự chỉ đạo của ông và lực lượng điệp báo bộ công an, một nữ điệp báo viên thành Hà Nội đã đánh bom cảm tử tàu chiến Pháp. Đây được xem là vụ đánh bom cảm tử đầu tiên trên thế giới bởi phụ nữ.
Tháng 9 năm 1958, ông là Cục trưởng Cục bảo vệ chính trị 2, mật danh KG2 (Bộ Công an).
Đầu những năm 1960, ông là người được Lãnh đạo Bộ Công an giao nhiệm vụ trực tiếp chỉ huy toàn diện cuộc chiến chống gián điệp - biệt kích, góp phần làm thất bại âm mưu phá hoại miền Bắc của đối phương.
Theo nguyện vọng của ông, ngày 21 tháng 3 năm 1964 ông được Trung ương cử vào miền Nam trực tiếp chiến đấu, được xem là "người có cấp cao nhất trong ngành công an từ trước đến lúc đó đi Nam".
Tại miền Nam, ông trở thành ủy viên Ban An ninh của Trung ương Cục miền Nam, trực tiếp làm phó (1965), rồi trưởng (1966) Ban An ninh khu Sài Gòn - Gia Định, ủy viên, rồi ủy viên thường vụ Thành ủy. Trong các cương vị đó, ông đã có công rất lớn trong việc xây dựng và phát triển Ban An ninh khu Sài Gòn - Gia Định thành một lực lượng vững mạnh, được chính quyền Hà Nội khen thưởng danh hiệu Đơn vị anh hùng lực lượng vũ trang nhân dân. Ngay cả đối phương, trước thời gian ông bị bắt, cũng không nắm được đầy đủ về người lãnh đạo T4.

### Bị bắt khi hoạt động tại miền Nam
Năm 1964, ông vào hoạt động trong chiến trường miền Nam, giữ cương vị Phó ban An ninh Sài Gòn - Gia Định.
Ngày 23 tháng 12 năm 1970, trên đường đi dự một cuộc họp của Thường vụ Thành ủy Sài Gòn - Gia Định, ông bị bắt trong địa phận tỉnh Bến Tre. Đối phương hỏi: theo giấy căn cước, ông tên Nguyễn Văn Lắm, sinh ở Định Thủy, Mỏ Cày, Bến Tre, tại sao nói giọng Bắc? Ông giải thích: cha người Bắc, mẹ người Nam, sinh ở quê mẹ nhưng lớn lên ở quê cha, năm 1954 di cư vào Nam, sống ở Bến Tre. Để không ảnh hưởng tới tổ chức và nhân sự của Thành ủy (mà ông là ủy viên thường vụ) và Ban An ninh T4 (mà ông là trưởng ban), ông tạo ra một lý lịch giả, tự nhận là Nguyễn Văn Hợp, đại úy của Cục nghiên cứu, mới vào Nam tháng 11-1970 (một tháng trước khi bị bắt), bị bắt trên đường đi Hồng Ngự để được để được giao nhiệm vụ cụ thể, tạo dựng vỏ bọc hợp pháp nhằm qua Pháp hoạt động. (Lời khai này đã gây ra rắc rối cho ông sau năm 1975, trong vấn đề thẩm tra và đánh giá lại quá trình ông bị bắt). Sau này, đối phương phát hiện ra danh tính thật của ông nhờ chỉ điểm của những chiêu hồi viên.
Tháng 11 năm 1971, Bí thư Thành ủy Sài Gòn - Gia Định Trần Bạch Đằng viết thư nhân danh Mặt trận Dân tộc giải phóng miền Nam Việt Nam gửi Mỹ đặt vấn đề trao đổi Nguyễn Tài với một tù binh Mỹ là Douglas Ramsey - nhân viên Bộ Ngoại giao Mỹ bị bắt từ năm 1966. Mỹ từ chối vì cho rằng "Nguyễn Tài quá quan trọng để đáng đổi lấy Ramsey". Sau này, Bộ trưởng Bộ Công an Trần Quốc Hoàn nói rằng đó là một hình thức ngăn cản Mỹ và Việt Nam Cộng hòa thủ tiêu Nguyễn Tài. Kết quả là các cuộc tra tấn đối với Nguyễn Tài lập tức chấm dứt, mạng sống của ông trở thành quá giá trị đối với CIA để có thể rủi ro, "ông trở thành một con tốt trong một ván cờ chính trị cấp cao".
Đầu năm 1972, qua đề nghị trao đổi của miền bắc, Cơ quan Tình báo trung ương CIA "nhận thức được giá trị của Tài" nên giành lấy quyền thẩm vấn ông từ tay Trung tâm thẩm vấn quốc gia. Lần lượt CIA cử hai chuyên viên thẩm vấn có trình độ cao là Peter Kapusta và Frank Snepp (Sau mấy tháng hỏi cung mà không moi được thông tin gì mới, Peter Kapusta lấy lý do "vợ bị tai nạn ô-tô bên Mỹ" để xin về nước. Frank Snepp được cử sang thay. Lúc đó Snepp còn trẻ, mới 28 tuổi, đỗ thạc sĩ ngành quốc tế học tại Đại học Columbia. Bắt đầu làm việc cho CIA từ 1968, qua Nam Việt Nam năm 1969, sau đó về Mỹ. Tháng 10-1972, sang Sài Gòn để phụ trách thẩm vấn Nguyễn Tài vì, như Snepp tự nhận, anh ta là "một trong những chuyên gia của CIA thông thạo nhất về chính sách và chiến lược của Bắc Việt Nam" ) từ Mỹ sang để trực tiếp tiến hành việc hỏi cung ông Tài. Khác với các thẩm vấn viên của Thiệu, các chuyên gia CIA không dùng nhục hình làm biện pháp duy nhất. CIA sử dụng kết hợp các kỹ thuật cả về thể xác lẫn tâm lý trong một phương pháp cùng cực. Việc đầu tiên của CIA là cho xây cho ông Tài một xà-lim đặc biệt ngay trong khuôn viên Trung tâm thẩm vấn quốc gia của Thiệu, một xà-lim hình vuông, mỗi cạnh 2 mét. Các bức tường đều sơn trắng toát khiến tinh thần người tù luôn bị căng thẳng; trần gắn 5 ngọn đèn thắp sáng choang 24 trên 24 giờ nhằm làm cho người tù mất khái niệm về thời gian. Xà-lim kín mít khiến người tù "không bao giờ thấy ánh sáng bình minh của ngày mới", chỉ có một lỗ nhỏ trên cánh cửa ra vào để đưa thức ăn. Tường và cửa đều dày, cách âm, người bên trong không nghe tiếng động bên ngoài. Trên trần có gắn máy thu âm và thu hình ngày đêm truyền hình ảnh và âm thanh sang phòng bên cạnh để các cai ngục có thể bí mật theo dõi mọi hành động và cử chỉ của người tù. Ngoài ra, còn có hệ thống máy lạnh mở ở công suất cao vì CIA biết ông Tài chịu lạnh kém. Snepp gọi xà-lim đặc biệt đó là "môi trường làm mất phương hướng" (disorienting environment). Theo McCoy, bị biệt giam ở đó trong thời gian dài, người tù bị "một sức ép tâm lý mãnh liệt" khiến nhận thức của họ bị rối loạn và có thể tiết lộ thông tin một cách vô ý thức. So với các nhục hình của các thẩm vấn viên của Thiệu, cách hỏi cung bằng tra tấn tinh thần và tâm lý của các chuyên viên CIA tinh vi hơn, độc ác hơn.
Năm 2009, tức gần 40 năm sau, Snepp thú nhận "vẫn còn bị ám ảnh bởi những gì tôi đã làm" trong thời gian thẩm vấn ông Tài. Nguyễn Tài tìm cách chống lại các thủ đoạn "làm mất phương hướng" của các thẩm vấn viên CIA. Theo Otterman, "ông tự động thức dậy lúc 6 giờ sáng mỗi ngày. Lúc đó, ông hát thầm Quốc ca của Bắc Việt Nam, tập các động tác thể dục đơn giản, sáng tác các bài thơ, bài hát trong đầu, chào một ngôi sao mà ông vẽ trên tường xà-lim tượng trưng cho Quốc kỳ của Bắc Việt Nam. Ông lặp đi lặp lại những sinh hoạt đó trong ngày và đi ngủ vào lúc 10 giờ tối mỗi ngày". Cuối cùng, Otterman kết luận: "Tài đã đánh bại các phương pháp của KUBARK (mật danh của CIA) vì đã giữ vững thế chủ động cả về thể chất lẫn tinh thần". McCoy thừa nhận điều đó: "Phần lớn những thông tin mà ông khai có lẽ chỉ là những thông tin bị làm sai lạc một cách có tính toán". Do đó, theo Otterman, "trong ba năm... các thẩm vấn viên CIA vật lộn với Tài nhưng không thu được hiệu quả". Frank Snepp được giao thẩm vấn 8 tù nhân tại Trung tâm thẩm vấn quốc gia, nhưng ông thú nhận "thẩm vấn Nguyễn Tài là thẩm vấn nhiều thách thức nhất của tôi" và kết luận: cho đến 30-4-1975, "Tài đã trải qua hơn bốn năm bị biệt giam trong xà-lim nhưng ông chưa từng khai nhận một cách đầy đủ ông là ai". 
Ngày 27-1-1973, Hiệp định Paris được ký. Theo Hiệp định Paris, hai bên trao trả cho nhau tù binh và tù dân sự. Nhưng Việt Nam Cộng hòa vi phạm trắng trợn hiệp định, tiếp tục giam giữ nhiều người (trong đó có ông Tài) đến tận 30-4-1975, tức thêm 2 năm 3 tháng nữa. Cuối năm 1974, ông gửi lá thư thứ hai cho "nhà đương cục Mỹ và Việt Nam Cộng hòa" yêu cầu trao trả theo đúng Hiệp định Paris.
Ngày 26-4-1975, khi 5 cánh quân của miền bắc sắp tiến vào Sài Gòn, "một viên chức cao cấp của CIA gợi ý cho nhà cầm quyền Nam Việt Nam cần làm cho Nguyễn Tài biến mất" để tránh việc "Tài được giải thoát bởi các đồng chí chiến thắng của ông ta". Nguyễn Khắc Bình, tư lệnh Cảnh sát quốc gia kiêm đặc ủy trưởng Phủ đặc ủy trung ương tình báo, ra lệnh cho số cầm đầu Trung tâm thẩm vấn quốc gia thủ tiêu ông Tài theo lệnh của CIA. Tuy nhiên, theo Pribbenow, "lệnh đến quá trễ. Tất cả các viên chức cao cấp của Phủ đặc ủy trung ương tình báo đang tìm cách chạy trốn khỏi Nam Việt Nam". Bản thân các viên chức CIA - trong đó có Frank Snepp - cũng lo tháo chạy thoát thân. Hai năm sau, 1977, trong lúc quan hệ giữa Việt Nam và Mỹ đang gián đoạn, Snepp hoàn toàn không có tin tức gì về ông Tài, yên trí là Nguyễn Khắc Bình đã thi hành lệnh của CIA, nên anh ta viết trong cuốn Decent Interval (Khoảng cách thích đáng): "Tài bị đưa lên một máy bay và bị ném xuống biển Đông ở độ cao 1.000 feet". Sự thật không phải vậy. Pribbenow cho biết: "Các nhân viên cấp dưới (của Trung tâm thẩm vấn quốc gia) sợ bị trừng phạt nếu những người Cộng sản chiến thắng biết họ đã giết Tài", do đó họ "không dám thi hành (lệnh thủ tiêu) vì sợ mang thêm tội với Cách mạng".
Trưa 30-4-1975, một tiểu đoàn thuộc Quân đoàn IV tiến vào Sài Gòn, chiếm Phủ đặc ủy trung ương tình báo. Ông Tài được giải thoát khỏi xà-lim trắng toát sau 4 năm 4 tháng 10 ngày bị biệt giam

### Hoạt động sau năm 1975
Sau khi ra khỏi nhà tù, Nguyễn Tài quay lại làm việc ở trong ngành Công an Việt Nam với chức vụ Ủy viên Thường vụ Thành ủy TP Hồ Chí Minh, Giám đốc Sở Nội vụ TP Hồ Chí Minh, Thứ trưởng Bộ Nội vụ - phụ trách điều tra xét hỏi nhân viên tình báo VNCH sau năm 1975. Rồi ông bị đình chỉ công tác vì có một tài liệu nói ông đã bị CIA sử dụng cùng với một số nội dung về ông trong hồi ký Decent Interval của Frank Snepp - chuyên gia CIA từng tham gia thẩm vấn ông.
Tài liệu này là của cục phản gián - phòng chống gián điệp (dưới quyền Nguyễn Sỹ Huynh) thu được, nói về cách "giải quyết 4 tù binh là cán bộ cao cấp miền bắc" bị quân lực VNCH bắt, được viết vào năm 1973. Năm 1976, tài liệu được gửi đi sao lưu và phân tích tại cục kỹ thuật nghiệp vụ - bộ nội vụ, do sự tắc trách về dịch thuật, và sự yếu kém về chuyên môn của một số cục nghiệp vụ an ninh nội bộ và kỹ thuật, tài liệu này được một số kẻ cơ hội trong bộ nội vụ, dưới sự tiếp tay của các thứ trưởng đường thời như Hoàng Thao, Dương Trọng Thông đã biến thành tài liệu về "cách sử dụng 4 tù binh là cán bộ cao cấp của miền bắc". Ban đầu các đối thủ chính trị của ông đã dựng lên rằng, tài liệu này do lực lượng kỹ thuật bộ nội vụ chụp trộm trong vali của một doanh nhân người Nhật (được cho là điệp báo viên nước ngoài) công tác tại Việt Nam, nhằm vu cho ông làm việc với CIA. Sau 1975, ông được giao xét hỏi nhân viên khối đặc biệt (tình báo) của Tổng nha cảnh sát VNCH, trong số này có những ngươi đã tham gia hỏi cung ông trong thời gian ông ngồi tù, điều này đặt ra nghi ngờ với Lê Đức Thọ và ban Bảo vệ nội bộ Đảng.
Tháng 10 năm 1977, Nguyễn Tài bị đình chỉ chức vụ lập tức và triệu tập lấy lời khai tại ban bảo vệ Trung ương Đảng (lúc này dưới quyền của Phan Văn Đáng, tức Hai Văn - nguyên phó bí thư trung ương cục miền nam). Tên ông cũng bị bôi đen trong cuốn sách lịch sử của bộ công an. Trong suốt 4 năm, ông đã đề nghị làm rõ vụ việc, tham gia đối chất với những cán bộ an ninh phụ trách thu thập tài liệu và kiểm chứng nguồn gốc văn bản thu được. Ông Lê Đức Thọ cũng trực tiếp xuống hỏi cung các nhân viên Tổng nha cảnh sát về Nguyễn Tài, nhưng áp đặt ý định của mình lên những người này, để có bằng chứng đưa Nguyễn Tài ra khỏi ngành công an. Năm 1981, vì những chỉ đạo chủ quan và công tác thẩm tra không được nghiêm túc, Ban bí thư ra kết luận, do Lê Đức Thọ ký, cho rằng ông đã dao động, phạm khuyết điểm khai báo cơ sở nhưng không quan trọng, ngay cả thứ trưởng Viễn Chi (nguyên cục trưởng Cục Phái Khiển A13 tiền thân của Tổng cục Tình báo Công an nhân dân Việt Nam) người chịu trách nhiệm các hoạt động tình báo của Hà Nội cũng không bảo vệ ông. Ông đã không hài lòng về kết luận này của Trung ương.
Với chủ trương miệng không sử dụng tiếp những cán bộ bị đối phương bắt trong lực lượng an ninh - tình báo, cuối năm 1981, ông được điều sang công tác dân sự, công tác tại Ủy ban Pháp luật Nhà nước, rồi làm Tổng cục trưởng đầu tiên của Tổng cục Hải quan Tổng cục Hải quan Việt Nam (1985 - 1989).
Sau 11 năm đằng đẵng, nhờ sự công tâm của thế hệ lãnh đạo mới trong Đảng, những người từng làm việc với ông trong thời gian chiến tranh như Nguyễn Văn Linh, Võ Văn Kiệt, Mười Hương, ông được minh oan vào năm 1988. Kết luận số 570 ngày 23/12/1988 của Ban Bí thư khoá VI, ngay trong những dòng đầu ghi rõ "Tài liệu làm căn cứ cho việc đình chỉ công tác đối với đồng chí Nguyễn Tài để thẩm tra là không đúng". Văn bản cũng khẳng định "Đồng chí Nguyễn Tài đã có tinh thần chịu đựng sự tra tấn dã man của địch, khôn khéo đối phó với địch, bảo vệ cơ sở và những bí mật của Đảng mà mình biết". Kết luận này là kết luận cuối cùng, thay cho các kết luận trước kia của Ban bí thư về thẩm tra thời gian ngồi tù của ông trong chiến tranh.
Ông về hưu năm 1992.
Năm 2003, Ban Tư tưởng- Văn hóa Trung ương yêu cầu ông không phát tán rộng rãi hồi ký của mình, trong hồi ký của ông, những đánh giá về những người thẩm tra vụ án chính trị của ông như Phan Văn Đáng và Lê Đức Thọ, đi ngược lại những đánh giá chung của Đảng Cộng sản.

## Trong mắt đồng đội và đối phương bên kia chiến tuyến
Trong chiến tranh Việt Nam, có hàng trăm vạn người Việt Nam bị chính quyền Việt Nam Cộng Hòa và Hoa Kỳ bắt giam, tù đày và tra tấn, nhưng Nguyễn Tài được cho là người được các tác giả Mỹ đề cập đến nhiều nhất. Họ gọi ông là "Người trong xà-lim trắng toát" (The Man in the Snow White Cell).
Đặc biệt, Frank Snepp - chuyên viên CIA thẩm vấn ông trong thời gian lâu nhất, được CIA thưởng Huân chương công trạng về tình báo (Intelligence Medal of Merit, ngày 16-12-1975) - giữ nhiều ấn tượng sâu đậm về ông. Hugh D.S.Greenway kể: "Sau chiến tranh [ở Việt Nam], Snepp rời khỏi CIA, nhưng anh ta không thể đưa Tài ra khỏi tâm trí của mình. Anh ta sang Paris để nói với phái bộ Việt Nam [ở Pháp] rằng Tài đã xử sự một cách đáng kính trọng và đã chết một cách dũng cảm (Tai had comported himself honorably and died bravely)".
Năm 1977, Snepp dành hẳn một chương trong cuốn hồi ký Decent Interval để kể chuyện ông Tài. Cuốn hồi ký này là một trong những nguyên nhân để Ban bảo vệ Trung ương xem xét lại hoạt động ngồi tù của ông. Sau đó, trong một số bài phỏng vấn, Sneep cảm thấy hối tiếc và dành thái độ tôn trọng, khâm phục Nguyễn Tài.
Vào ngày 27-4-2009, gần tới dịp kỷ niệm lần thứ 34 ngày giải phóng miền Nam, Snepp viết trên báo Los Angeles Times một bài nhan đề "Bị quá khứ tra tấn" (Tortured by the Past) thuật lại thời gian thẩm vấn ông Tài.
Những người Mỹ khác, tuy không chia sẻ lập trường chính trị của ông, họ vẫn dành cho ông nhiều từ tốt đẹp như "một cán bộ Cộng sản tận tâm" (a dedicated Communist cadre), "kiên quyết" (determined), "một người từng trải, thông minh, được đào tạo tốt" (sophisticated, intelligent, well-educated man), "một người cứng cỏi không dễ gì làm suy yếu" (a tough nut to crack)...
Cố Thủ tướng Võ Văn Kiệt, người từng có thời gian hoạt động chung với ông trên chiến trường miền Nam, nhận định: "Quá trình hoạt động cũng như quá trình đấu tranh kiên trung, mưu trí khi bị địch bắt trong thời kỳ kháng chiến chống Mỹ của đồng chí Nguyễn Tài cho thấy đồng chí thực sự xứng đáng là một anh hùng".
Nhắc đến Nguyễn Tài, không chỉ nhắc đến người Cộng sản trung thành với chế độ Hà Nội, giữ vững niềm tin trong suốt thời gian cầm tù của đối phương, mà còn phải nhắc đến 4 năm bị đình chỉ chức vụ, bị nghi oan là làm việc với CIA, 11 năm ròng rã, đòi lại chân lý và công bằng của ông.
Nhận định đó được nhiều người tán thành.

## Các giải thưởng và danh hiệu
Năm 2002, ông được Nhà nước Việt Nam phong tặng danh hiệu Anh hùng lực lượng vũ trang nhân dân và sau đó được thưởng Huân chương Hồ Chí Minh. Cố vấn Võ Văn Kiệt đã đưa ra đề nghị này với hai lý do: "Trung kiên bảo vệ Cách mạng trong nhà tù Mỹ - Ngụy" và "dũng cảm bảo vệ nhân cách trong sáng của một đảng viên trước nhân dân".
Ngoài ra, ông còn được các danh hiệu cao quý khác như:
- Huân chương Độc lập hạng nhất
- Huân chương Quân công hạng nhất
- Huân chương Kháng chiến chống Pháp hạng Nhất và hạng Nhì
- Huân chương Kháng chiến chống Mỹ hạng Nhất
- Huân chương Giải phóng hạng Nhì
- Huy hiệu 70 năm tuổi Đảng